# Erik II av Pommern
Erik II, ty. Erich II, född någon gång mellan 1418 och 1425, död 1474, var medlem av huset Grip och styrande hertig av Pommern-Wolgast mellan 1457 och 1474. Han var son till Vratislav IX och Sofia, dotter till Erik IV av Sachsen-Lauenburg.

## Biografi
År 1451 arrangerade Vratislav IX sin sons äktenskap med Sofia av Pommern-Stolp, dotter till Bogislav IX och arvtagerska till Erik I:s förläningar, före detta kung av Kalmarunionen. Äktenskapet mellan dessa avlägsna släktingar gav Erik II tillträde till Erik I:s områden i Hinterpommern. Erik I hade likaså förhandlat med den polske kungen om att ge Lauenburg och Bütow vid Pommerellen till Erik II den 3 januari 1455 som en belöning för att ha hjälpt Polen i striderna mot den Tyska orden. 1456 tog Erik II över områden kring dagens Maszewo i Hinterpommern trots att området inte ingick i hans del av Pommern. Detta medförde konflikter mellan Erik II och Otto III men också med Erik av Pommern. Även om förhandlingar inleddes, och en uppgörelse kunde nås vilket ledde till en kompromiss den 16 januari 1457 i Rügenwalde, så kom detta att leda till Erik II förlorade sitt stöd bland andra pommerska hertigar. I augusti 1457 var Erik II ute och jagade Horst, vars område inte tillhörde honom utan hansestaden Greifswald. Med ytterligare bristande respekt för stadens rättigheter beordrade han lokala bönder att hjälpa honom, och som följd av detta försökte Greifswalds borgmästare Heinrich Rubenow tillsammans med borgare i Greifswald och Stralsund att gripa Erik. Även om man lyckades fånga flera av Eriks vakter, lyckades Erik II undkomma fångenskap. Vid det här laget hade han skaffat sig flera motståndare, och var således inte bara motarbetad av sina medregerande pommerska hertigar, utan också av de pommerska städerna.
Efter sin far Vratislav IX:s död 1457, fick Erik Pommern-Wolgast tillsammans med sin yngre bror, Vratislav X. Faderns hertigdöme delades, och Vratislav X erhöll furstendömet Rügen med områdena kring Rügen, Barth, Tribsees och Grimmen, medan Erik II erhöll de östliga delarna av faderns hertigdöme. Vid Erik av Pommerns död erhöll Erik II Pommern-Stolp och Pommern-Rügenwalde genom sin hustrus anspråk. Trots att Pommern i realiteten bestod av flera mindre självstyrande hertigdömen så utgjorde områdena som låg under Erik II och Vratislav X som förläning till ett på pappret gemensamt pommerskt hertigdöme, och bröderna var därför medregenter och flera frågor behövde därför avgöras gemensamt. Eftersom Erik II inte erkände Vratislav X:s rättigheter som medhärskare, sökte Vratislav stöd genom en allians med Markgrevskapet Brandenburg den 6 september 1459 i Angermünde. Han pantsatte området norr om det brandenburgska Uckermark till Fredrik II av Brandenburg, och erhöll som ersättning för detta militärt skydd mot sin broder.

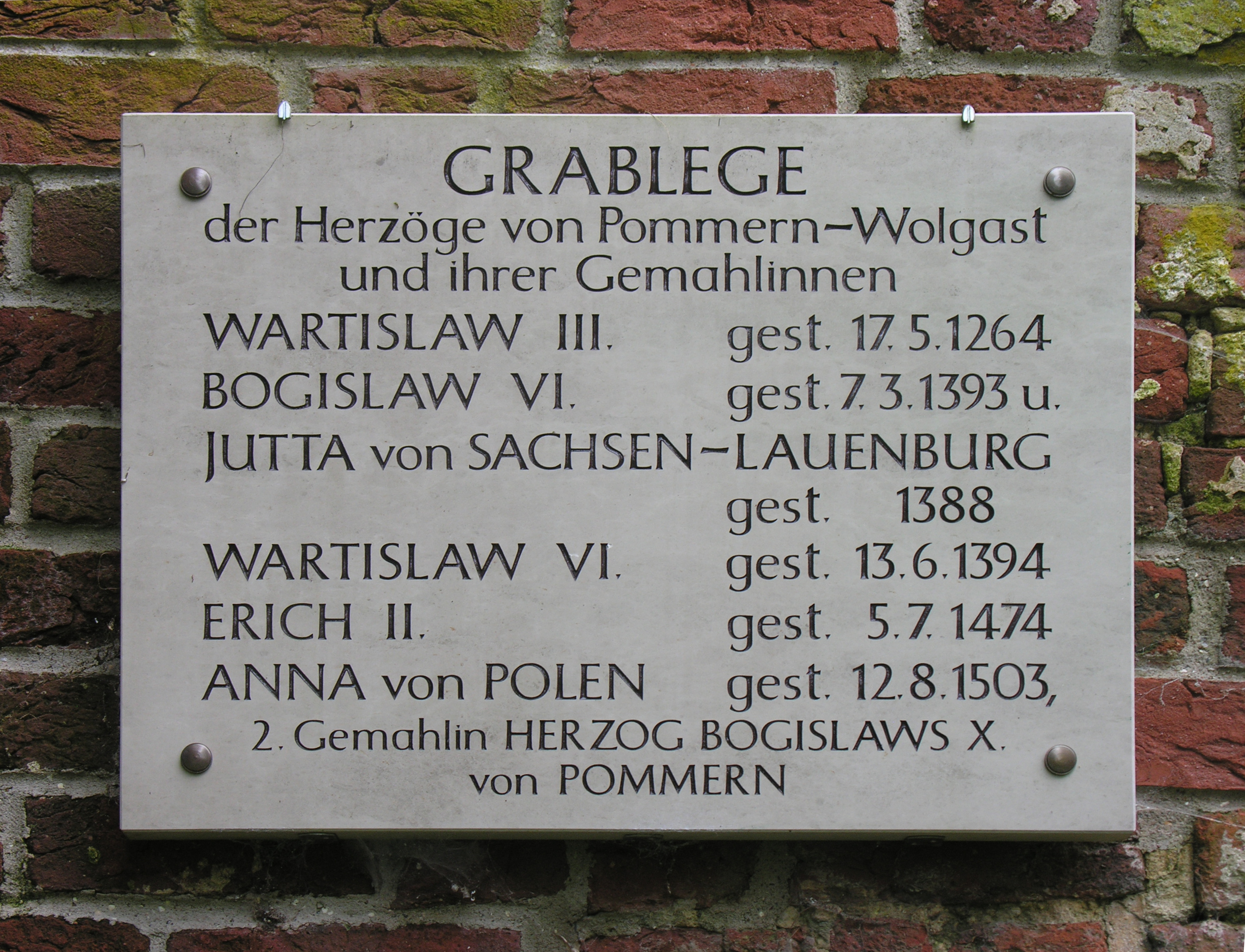
Gravplats för Erik II i Eldena kloster utanför Greifswald

År 1464 avled Eriks kusin Otto III av Pommern av pesten, vilket lämnade både Erik och Vratislav samt Brandenburgs Fredrik II med anspråk på arv. I Soldinfördraget år 1466 beviljades Erik II och Vratislav X panträtt av kurfursten av Brandenburg, men eftersom de pommerska hertigarna inte uppfyllde det som bestämts i Soldin (numera Myślibórz) så inleddes stridigheter. Medveten om att han inte skulle kunna stå emot Brandenburg utan allierade, försökte Erik lösa konflikten genom att alliera sig med Polen, och invaderade därför Neumark i Brandenburg 1470. Henrik IV, hertig av Mecklenburg, tog en medlarroll i konflikten, men skickade samtidigt styrkor som rörde sig in i Pommern från väster vid Tollense. Samtidigt invaderade styrkor under kurfursten av Brandenburg in i området kring floden Randow i Uckermark. Efter två års stridigheter fick kurfursten i Brandenburg sina långvariga anspråk på Pommern bekräftade av kejsare Fredrik III, och kejsaren Erik II och Vratislav X tvangs att erkänna Brandenburgs överhöghet. Stridigheterna avslutades genom freden i Prenzlau 1472. Freden innebar bland annat att de pommerska hertigarna tvangs svära kurfursten trohet samt att vid utslocknandet av huset Grip skulle Pommern tillfalla Brandenburg. 
Erik II avled 1474 i en pestliknande sjukdom. Han begravdes i Eldena kloster nära Greifswald och efterträddes av sin son Bogislav X av Pommern.

## Giftermål och barn
Erik II gifte sig med Sofia av Pommern-Stolp. Med Sofia fick han nio barn:
1. Bogislav X av Pommern (1454–1523)
2. Kasmir (levde omkring 1455–1474)
3. Vratislav (efter 1465–1475)
4. Barnim (efter 1465–1474)
5. Elisabeth (död 1516), priorinna av Verchens nunnekloster
6. Sofie (1460–1504), gift med Magnus II av Mecklenburg (1441–1503)
7. Margareta (död 1526), gift med hertig Balthasar av Mecklenburg (1451–1507)
8. Katarina (omkring 1465–1526), gift med Henrik I av Braunschweig-Wolfenbüttel.
9. Maria (död 1512), abbedissa av Wollin nunnekloster.